# Передова оборона
Передова оборона (англ. Forward Strategy) — оборонна стратегія НАТО, документ за номером MC 14/3 стосовно країн Варшавського пакту. Стратегія DC 6/1 з 1952 року, пізніше отримала номер MC 3/5, та базувалась на модифікованій стратегічній концепції захисту північноатлантичного простору, прийнятій 3 грудня 1952 року радою НАТО з рекомендаціями MC 14/1. У травні 1957 року втратила чинність та замінена стратегічною концепцією за номером MC 14/2 та назвою Масована відплата.
Військовий принцип нової стратегії Передової оборони базувався на перевазі НАТО в ядерній зброї. За стратегією — оборона території ФРН від країн Варшавського договору ставала обов'язком країн-членів НАТО, оскільки з фінансових та економічних причин, розбудова Бундесверу йшла повільно. Лінія оборони була вибудувана вздовж Рейну. Західна Німеччина вважалася зоною затримки противника та бойових дій при нападі зі Сходу. Нападник повинен бути достатньо довго стриманий, щоб сформувати стабільний фронт та таким чином утримати максимально можливо велику територію для мобілізації підкріплення.
За стратегічними рекомендаціями MC 14/1 оборонне планування НАТО у середній Європі передбачало наступні військові та оперативно-стратегічні цілі:
- створення повітряної переваги
- оборона військових баз та летовищ НАТО
- оборона Данії (переважно Ютландії та Зеландії)
- перекриття проток між Балтійським та Північним морями (Каттегат, Скагеррак)
- захист аеропортів та гаваней Норвегії (серед інших, Бергену та Нарвіка)
- розгортання сил на території між кордоном НДР та ФРН та лінією Рейн — Іссел. Використання бронетанкових з'єднань на Північно-Німецькій низовині та захист важливих баз на південному середньогір'ї
- захист північної Італії на кордоні Югославії (Соча) та італійських Альп (Доломітові Альпи, Південні карнійські Альпи).
- контроль західної частини Середземного моря.
- знищення всіх ворожих баз на узбережжі Албанії (країна-член Варшавського договору з 1958 по 1968 роки).
- захист Греції по річці Струма
- закриття Туреччиною проток Дарданели та Босфор.
- відтягування американських, британських та французьких військ з Австрії у Італію[2]

Використання озброєного атомними бомбами флоту стратегічних бомбардувальників США та їх підтримка авіаносцями Франції, Великої Британії та Італії. Як варіант захисту альянсу, можливе перенесення бойових дій у повітрі на територію противника.